# 五仙观
五仙观位于中国广东省广州市越秀區光塔街道庆福里社区惠福西路233号，是一座道教宫观。在明、清两代分别以“穗石洞天”、“五仙霞洞”列入羊城八景之一。现为广州市越秀区博物馆所在地。

## 历史

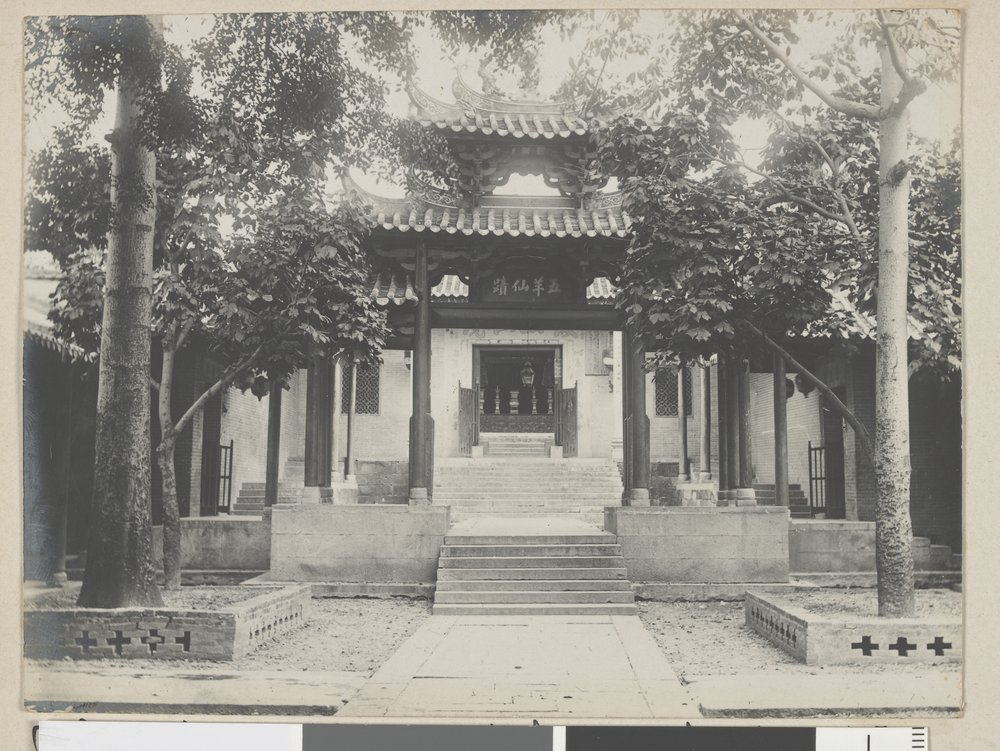
1900年代的五仙觀儀門（頭門），已被毁；現儀門是在2003年重建而成。

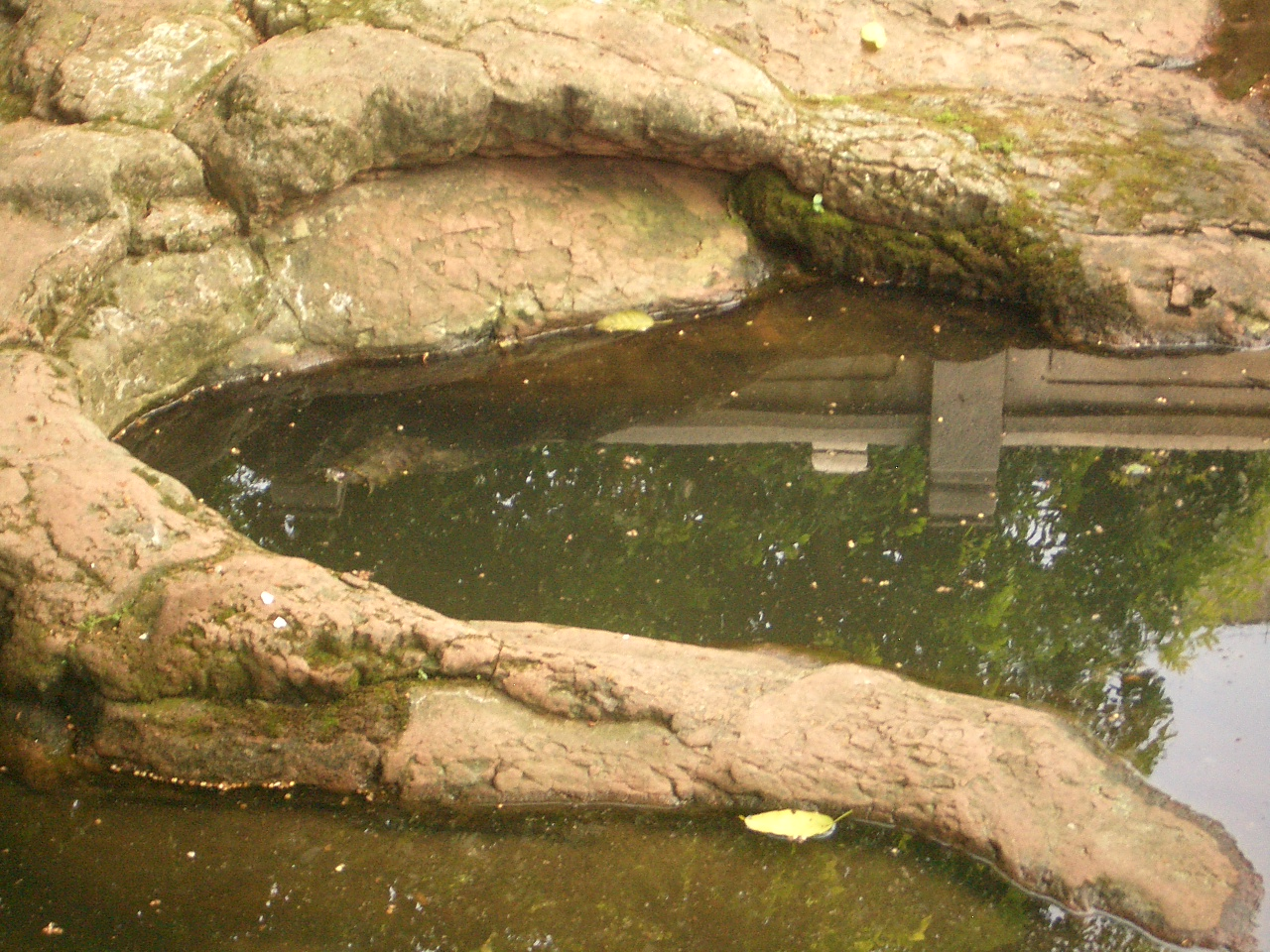
「仙人拇跡」

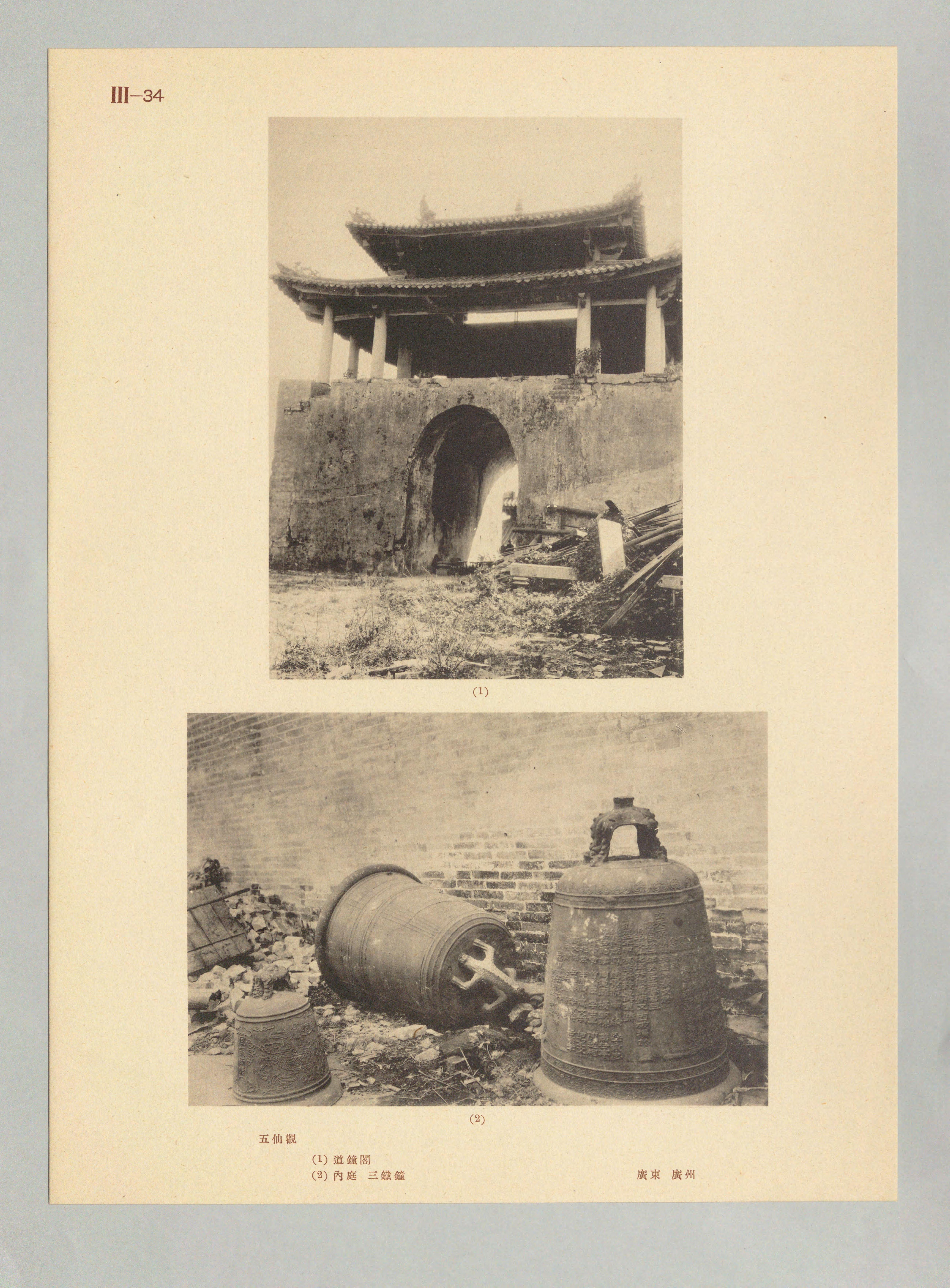
道鐘閣（嶺南第一樓）及內庭三鐵鐘

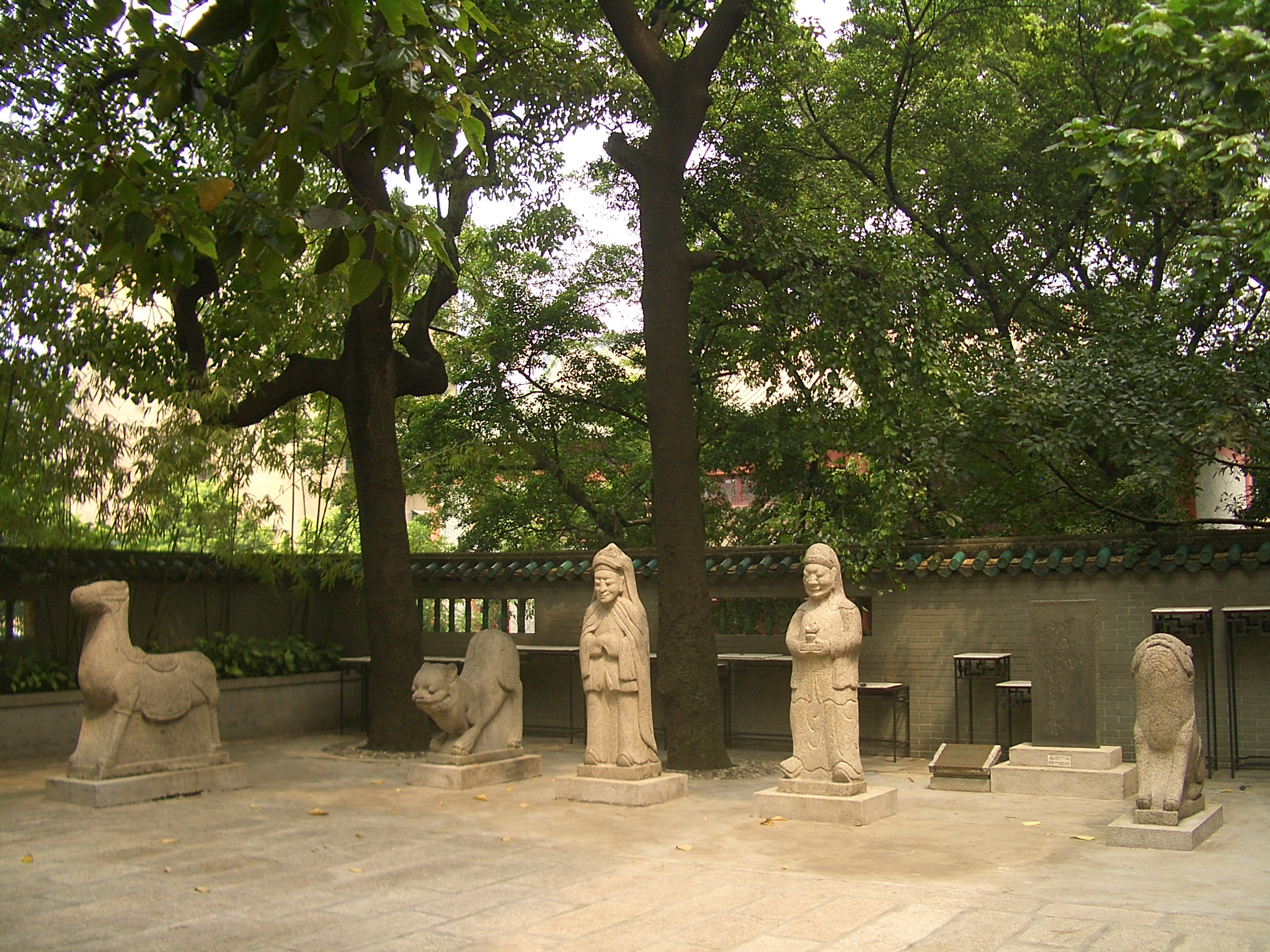
石像

五仙观是根据羊城的传说而修建的一座宫观。相传在周朝时广州发生旱灾，有五位仙人骑羊降临，把稻穗及仙羊留下，从此这里就风调雨顺、五谷丰登。后来人们为了感谢五位仙人，在他们降临的地方修建了五仙观以示纪念。
历史上五仙观曾屡建屡废，北宋时在十贤坊（今广仁路广东财政厅旧址一带）已有祀奉五仙的寺院。到南宋嘉定年间迁至西湖玉液池畔，即今西湖路附近，称奉真观。南宋末年又迁至今广仁路，但明朝洪武元年（1368年）毁于大火，洪武十年（1377年）迁至坡山至今。明朝成化五年（1469年）和清朝雍正元年（1723年）曾进行重修。
中华民国九年（1920年）到十二年（1923年）間，广州市政厅为北伐筹备军饷，接孫中山令將市內無著庵、藥師庵等7座廟庵堂寺觀及產業一律變賣，五仙觀也在其中，观内道士被遣散。参见：護法運動
至1920年代後期，孫科三度出任廣州市長，又召集香山同鄉會集資，把五仙觀的房產全部買回，在觀內仙跡池畔興建中山同鄉會小學。1929年广州市财政局提交一八六次广州市行政会议通过，并议决连五仙观（业权）一并由政府收回。
中共建政后，五仙观包括“岭南第一楼”由广州市文化管理委员会接管，后由当时的广州博物馆管理。广州市惠福区人民文化分馆在五仙观办公。
同時同鄉會小學改名為廣州市中區第一工農子弟小學，後又改為惠福西路第一小學。該校文革前是广州市兵乓球项目的重点小学。文革后被改为惠福西路第二小學,曾是越秀區教學品質較好的學校，傳統項目是國際象棋，曾獲全國競賽好成績。
1963年3月列为市级文物保护单位。文化大革命时期，古观被“破四旧”的红卫兵小将所封，不对外开放。
1980年代修葺后对外开放，1989年6月晋升为广东省文物保护单位，1998年划归越秀区文化局管理。
1999年撤销观内的惠福西路第二小学。同年在五仙观挂牌成立越秀区博物馆。2000年下半年，五仙观内外的民居、商铺开始被清拆，2001年完成，随後兴建文化广场。2002年起对头门外的东、西廊、牌坊等进行重修，2003年对外开放。当时当局的施工原则是，尽量按原貌恢复，并要求於翌年春节开放。重建的新牌坊瓦坑数较原样的为多，柱础变大，其他一些细节造型也与原貌有差异。由于牌坊前的地面已在早前被垫高，重建时抬高了牌坊台基，而且未能恢复原来正间上的七级台阶。2013年3月，五仙观及岭南第一楼被列入第七批全国重点文物保护单位。

## 建筑

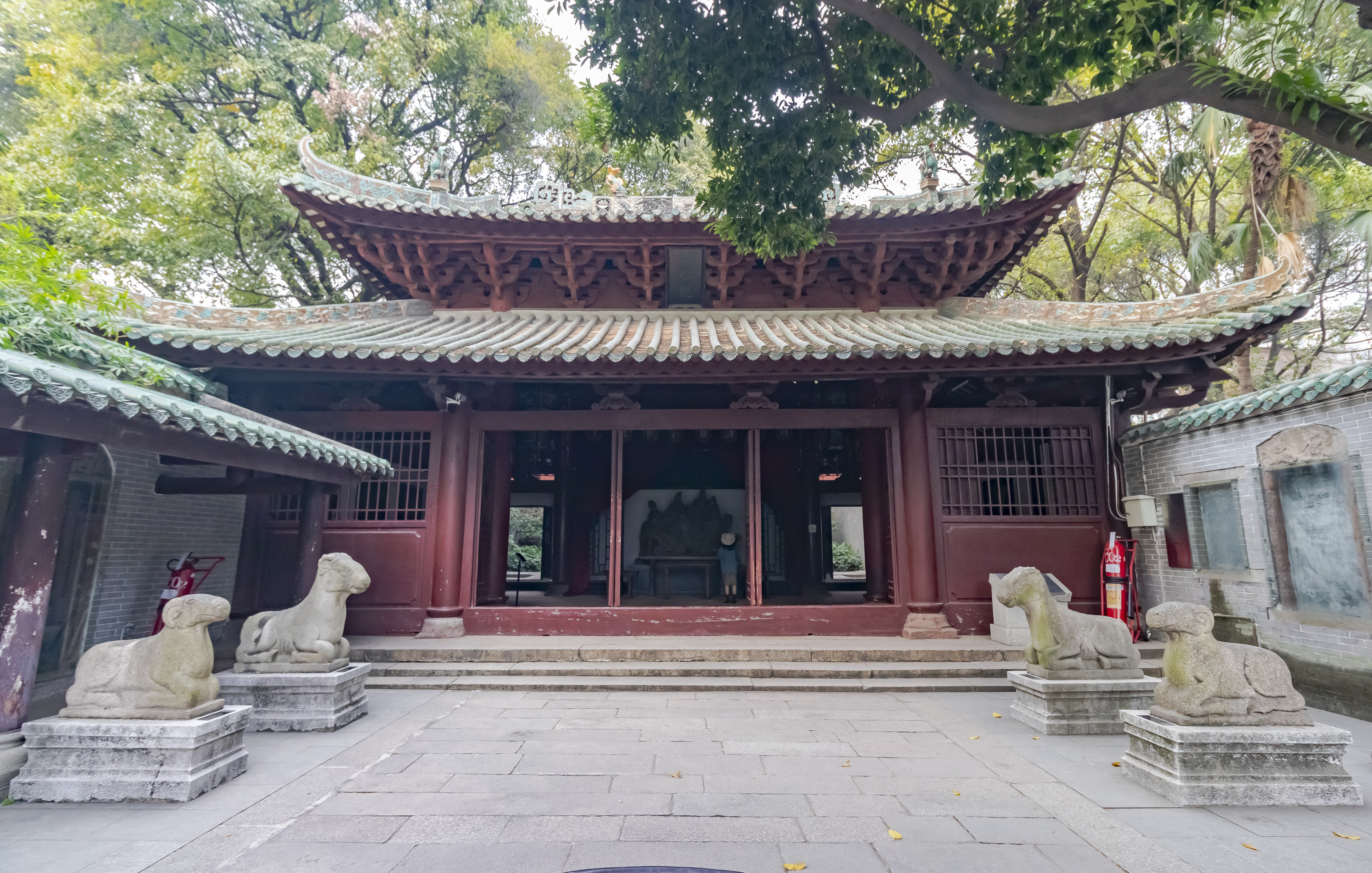
五仙观后殿

五仙观坐北朝南，依坡山而建。在明、清时期规模曾较大，有殿堂十多处，内有玉皇阁、五仙祠、三元殿、老君堂、慈悲堂、真武殿、文昌阁、洪圣殿、金花庙、孙圣殿、关帝殿、御风亭、仙人迹、穗石亭、丹牛、祖师坛、照壁、牌坊、山门等。现存只有仪门、后殿、东斋、西斋和岭南第一楼等部分建筑。仪门绿琉璃瓦重檐歇山顶，青砖石脚、木质构架。石门额上有“五仙古观”四字，为两广总督瑞麟手书。仪门东侧有裸露的红砂岩，石上有酷似脚印凹穴，被认为是“仙人拇迹”印下有一泉眼，名为佗泉，为广州古城内仅存两泉之一。仪门后是中殿遗址及后殿，后殿阔12米、深10米、高7米，放置五仙塑像，是广州现存完整的明代建筑之一。

### 岭南第一楼

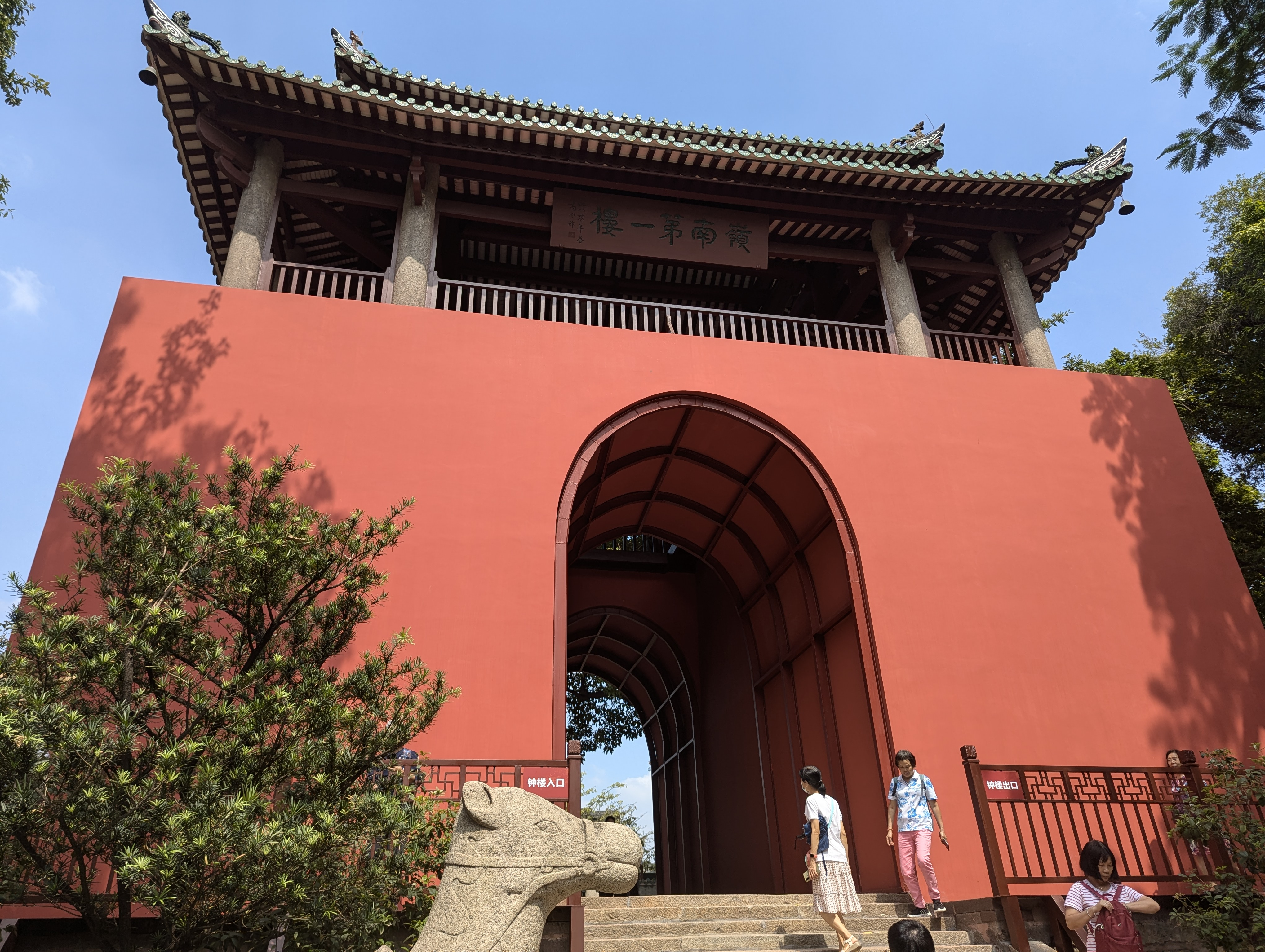
岭南第一樓

后殿往后是岭南第一楼。其始建于明朝洪武七年（1374年），万历年间曾重建，现存二层木构梁架为清朝乾隆五十三年（1788年）重修时所建。该楼坐北朝南，宛如城楼，分为上下两层。下层以红砂岩砌筑而成，宽14米、深12米、高7米，中间为拱券洞门，前后贯通。上层为木结构，呈长方形，宽11.8米，深9.7米，重檐歇山顶，梁底刻有“时大清乾隆岁次戊申冬吉旦”、“募化重建立”等字样。 屈大均在《廣東新語》中把它與鎮海樓、海山樓和拱北樓合稱為「四大崇樓」。
楼上悬挂一口高3.04米、寬2.1米、重5吨的铜钟。该钟为洪武十一年（1378年）所铸，鐘體鑄篆文：「大明國洪武十一年歲次戊午孟春十八日辛卯廣東等處承宣布政使司鑄造」 ，陽文，钟口之下是该楼中心的方形大井口，每逢敲钟，钟声会传至十里之远。此钟只有遇到火警等灾难时才撞击鸣钟，平时禁止撞钟，故称之为“禁鐘”，该楼又称为“禁钟楼”。楼后有小院，摆放一块太湖石，是晋代“坡山古渡”遗址。1989年6月廣東省人民政府公佈其為省文物保護單位。

## 南粤先贤馆
2017年5月17日 ，位于五仙观西侧的南粤先贤馆开馆。馆中借用视频、雕塑、声光电互动等装置，集中展示从秦汉时期到辛亥革命时期的56位对广东有卓越贡献的南粤先贤，被称为“广东祖庙”。

## 公共交通
- 广州地铁1号线西门口站
- 公共汽车：惠福路站

## 资料来源
1. ↑  陈明. . 广州文史. （原始内容存档于2021-03-19）.
2. ↑  石拓; 程建军. . 华中建筑. 2013, 31 (9): 148–152. ISSN 1003-739X. doi:10.13942/j.cnki.hzjz.2013.09.034.
3. ↑  . 广州: 广州出版社. 2008. ISBN 978-7-80731-615-2.

23°7′23.13″N 113°15′16.49″E / 23.1230917°N 113.2545806°E